# Signe de multiplicar

El signe de multiplicar.

El signe de multiplicar, ×, és un símbol matemàtic usat principalment per a denotar la multiplicació de dos nombres. Fou introduït l'any 1631 per William Oughtred. El símbol és similar a la lletra x minúscula, però és completament simètric, i té usos diferents. També és semblant a la creu de Sant Andreu.

## Usos
En matemàtiques, el símbol × (llegit per, o multiplicat per) és utilitzat principalment per denotar les operacions següents:
- Multiplicació de dos nombres.
- Producte vectorial de dos vectors.
- Producte cartesià de dos conjunts.

Altres usos són:
- Les dimensions d'un objecte, com ara anotar que un pati fa 4×7 metres, o que un paquet té un volum de 21×30×8 centímetres.
- En biologia, el signe de multiplicar és utilitzat en el nom dels híbrids.
- En el llenguatge APL, també està associat a la funció signe.
- En òptica, microscòpia i telescòpia el signe X indica la magnificació o nivell d'augment.

## Història
El símbol de multiplicar × va ser introduït per William Oughtred el 1631. Va ser escollit per motiu religiós per representar la creu.

## Notacions similars
S'usen altres símbols per a denotar la multiplicació, sovint per evitar la confusió entre el signe de multiplicar × i la variable profusament utilitzada x. Usar la lletra "x" en lloc del signe de multiplicar es considera incorrecte en escriptura matemàtica.
En molts països no-anglòfons, més que no pas ×, s'usa el · (punt volat) com a signe de multiplicar primari: «a multiplicat per b» s'escriu bé explícitament com a·b o bé implícitament com ab, depenent del context.

## En programari informàtic
El símbol × és inclòs en el conjunt de caràcters Latin-1 Supplement i és U+00D7 × multiplication sign (HTML &#215;⧼dot-separator⧽ &times;) en Unicode. Pot ser invocat en diversos sistemes operatius segons la taula de més avall.
Hi ha un caràcter similar ⨯ a U+2Un2F, però aquest no és sempre considerat idèntic a U+00D7, ja que es pretén denotar explícitament el producte vectorial de dos vectors.
En ordinadors, el * símbol és sovint utilitzat per multiplicar, ja que el ⨯ símbol no existeix en la majoria de teclats.
| Mac OS X          | en la paleta de caràcters, busqueu 'MULTIPLICATION SIGN |
| HTML, SGML, XML   | &amp;times; i &amp;#215;                                |
| Microsoft Windows | - Alt Gr+ - Alt+0215 - Alt+0D7                          |
| Unix-like         | - Alt+⇧ Maj+; per × - Alt+. per · - Compon X per ×      |
| OpenOffice.org    | times                                                   |
| TeX               | \times                                                  |
| Unicode           | U+00D7                                                  |

## Unicode
- En Unicode, el caràcter bàsic és U+00D7 × multiplication sign (HTML &#215;⧼dot-separator⧽ &times;)

Altre variants es codifiquen:
- U+2A30 ⨰ multiplication sign with dot above (HTML &#10800;⧼dot-separator⧽ &timesd;)
- U+2A31 ⨱ multiplication sign with underbar (HTML &#10801;⧼dot-separator⧽ &timesbar;)
- U+2A34 ⨴ multiplication sign in left half circle (HTML &#10804;⧼dot-separator⧽ &lotimes;)
- U+2A35 ⨵ multiplication sign in right half circle (HTML &#10805;⧼dot-separator⧽ &rotimes;)
- U+2A36 ⨶ circled multiplication sign with circumflex accent (HTML &#10806;⧼dot-separator⧽ &otimesas;)
- U+2A37 ⨷ multiplication sign in double circle (HTML &#10807;⧼dot-separator⧽ &Otimes;)
- U+2A3B ⨻ multiplication sign in triangle (HTML &#10811;⧼dot-separator⧽ &tritime;)
- U+2AC1 ⫁ subset with multiplication sign below (HTML &#10945;⧼dot-separator⧽ &submult;)
- U+2AC2 ⫂ superset with multiplication sign below (HTML &#10946;⧼dot-separator⧽ &supmult;)